# St. Paul, Kansas
St. Paul är en ort i Neosho County i Kansas. Vid 2020 års folkräkning hade St. Paul 614 invånare.